# Barbosa (Coronel Fabriciano)
Barbosa é um bairro do município brasileiro de Coronel Fabriciano, no interior do estado de Minas Gerais. Localiza-se no distrito-sede. De acordo com o Instituto Brasileiro de Geografia e Estatística (IBGE), em 2010 sua população era de 1 138 habitantes e havia 354 domicílios particulares.
Embora seja identificado pela prefeitura, tanto o IBGE em 2010 como o sistema de geoprocessamento da administração municipal em 2020 consideravam o bairro e sua população como parte do Caladinho.
O nome do bairro homenageia a Construtora Barbosa Mello Scarpelli (atual Construtora Barbosa Melo), que realizou a terraplenagem da região do Caladinho para a implantação da BR-381 (antiga MG-4) no final da década de 1950. A rodovia cortava Coronel Fabriciano através da Avenida Presidente Tancredo de Almeida Neves, porém o trecho sob concessão federal foi municipalizado após ser transferido para fora do perímetro urbano, no interior do município de Timóteo.